# 시빌 (고양이)
시빌(Sybil, 2006년 – 2009년 7월 27일)은 다우닝 가 10번지와 11번지에서 생활했던 고양이이다. 이 고양이의 이름은 TV 쇼 "폴티 타워스"의 시빌 폴티의 이름을 따서 지었으며, 영국 재무부 장관 앨러스테어 달링의 고양이었다.
시빌의 내각부 수석 쥐잡이 임명은 2007년 9월 11일 수상 고든 브라운이 대변인을 통해 "달링 장관께 고양이가 있다는 점은 알고 있으며, 그 고양이는 최근에 다우닝 가로 자리를 옮겼다... 총리님과 사라 부인께서는 괜찮으시다. 고양이는 언젠가 모습을 보일 것이라고 확신한다"라고 말하면서 이뤄졌다.
검은 색과 흰 색 털을 가진 시빌은 험프리가 셰리 블레어의 고양이 혐오감으로 해임된 1997년 이후 처음으로 내각부 수석 쥐잡이에 오른 고양이다.
시빌은 다우닝 가에 적응하는 데 실패했고 고든 브라운이 시빌을 싫어한다는 후문이 있었다. 시빌은 2009년 초 에딘버러에 다시 돌아가서,2009년 7월 병으로 그곳에서 죽었다.